# Placer (Surigao del Norte)
Placer ist eine philippinische Stadtgemeinde in der Provinz Surigao del Norte.
Sie liegt im Norden der Insel Mindanao, im Osten der Philippinen.
Sie hat 27.094 Einwohner (Zensus 1. August 2015).

## Baranggays
Placer ist politisch in 20 Baranggays unterteilt.
| - Amoslog - Anislagan - Bad-as - Boyongan - Bugas-bugas - Central (Pob.) - Ellaperal (Nonok) - Ipil (Pob.) - Lakandula - Mabini | - Macalaya - Magsaysay (Pob.) - Magupange - Pananay-an - Panhutongan - San Isidro - Sani-sani - Santa Cruz - Suyoc - Tagbongabong |